# 圣安托南-诺布勒瓦勒
圣安托南-诺布勒瓦勒（法語：Saint-Antonin-Noble-Val，法語發音：[sɛ̃.t‿ɑ̃tɔnɛ̃ nɔbl val]）是法国奥克西塔尼大区塔恩-加龙省的一个市镇，属于蒙托邦区。

## 地理
圣安托南-诺布勒瓦勒（44°9'7"N, 1°45'18"E）面积105.46 平方千米，位于法国奧克西塔尼大區塔恩-加龙省，该省份为法国西南部内陆省份，北起顺时针与洛特省、阿韦龙省、塔恩省、上加龙省、热尔省和洛特-加龙省接壤。
与圣安托南-诺布勒瓦勒接壤的市镇（或旧市镇、城区）包括：佩讷、圣米歇尔德瓦、瓦乌尔、凯吕斯、卡扎尔、埃斯皮纳、费内罗勒、拉沃雷特、蒙里库、圣西尔克、塞特丰。

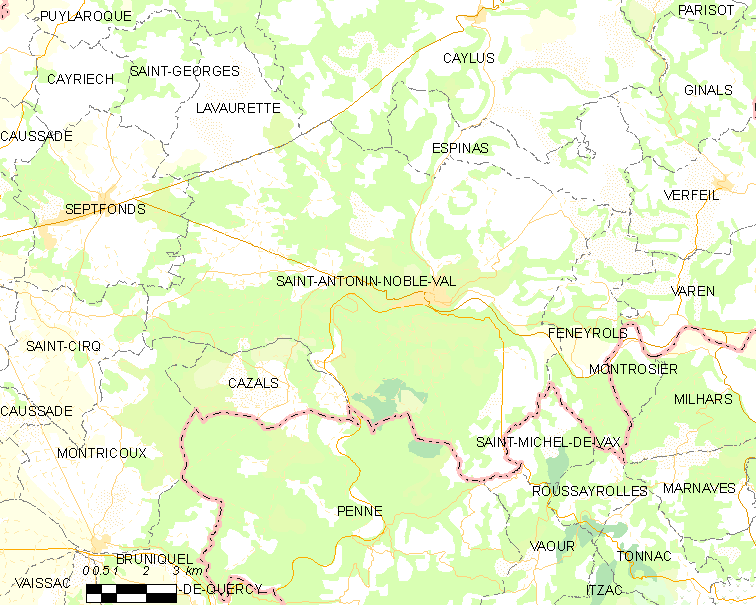
圣安托南-诺布勒瓦勒的OSM定位图

圣安托南-诺布勒瓦勒的时区为UTC+01:00、UTC+02:00（夏令时）。

## 行政
圣安托南-诺布勒瓦勒的邮政编码为82140，INSEE市镇编码为82155。

## 政治
圣安托南-诺布勒瓦勒所属的省级选区为凯尔西-鲁埃格县。

## 人口

1962-2008年间圣安托南-诺布勒瓦勒人口变化图示

圣安托南-诺布勒瓦勒于2022年1月1日时的人口数量为1951人。